# Fernrohrleistung
Die Fernrohrleistung beschreibt die Leistungsfähigkeit eines visuell genutzten fernoptischen Instruments, etwa eines  Teleskops oder  Fernglases. Historisch wurde die Fernrohrleistung zunächst als der Quotient {\displaystyle L=S_{F}/S_{A}} beider  Sehschärfen {\displaystyle S_{F}} (bei Beobachtung mit dem Fernrohr) und {\displaystyle S_{A}} (bei Beobachtung mit dem freien Auge) definiert. Unter Sehschärfen sind die Kehrwerte der (in Bogenminuten ausgedrückten) gerade noch erkennbaren Objektgrößen, die im Rahmen von Versuchsreihen an  Sehprobentafeln bestimmt werden, zu verstehen. Später wurde der Begriff der Fernrohrleistung auf weitere Aspekte der  visuellen Wahrnehmung ausgedehnt, um auch Sichtungsschwellen zu integrieren, die bei der Objekterkennung bzw. Zielerfassung von Relevanz sind. Da sich die Fernrohrleistung aus einer Kombination von technischen Parametern des Instruments, von physiologischen Parametern wie etwa die  Pupillenweite des Beobachters, sowie von  wahrnehmungspsychologischen Aspekten wie Mustererkennung und Beobachtungserfahrung zusammensetzt, ist deren messtechnische Bestimmung auf Versuchsreihen und statistisch erhobene Stichprobenmittel angewiesen.

## Empirische Modellierung der Fernrohrschärfeleistung
H. Köhler und R. Leinhos (Carl Zeiss AG) entwickelten in den 1950er Jahren eine empirisch ermittelte Universalformel für die (auf die Sehschärfe bezogene) Fernrohrleistung. Die Sehschärfen wurden dabei an Versuchspersonen unter Auswertung von  Landoltringen ermittelt, mit dem Ergebnis:
{\displaystyle L=m^{1-2x}\left({\frac {D}{p}}\right)^{2x}T^{x}}.
Hier steht {\displaystyle m} für die  Vergrößerung des optischen Instruments, {\displaystyle D} für dessen Objektivdurchmesser, und {\displaystyle T} für dessen  Transmissionsgrad, während {\displaystyle p} die Pupillenweite des Beobachters angibt, die von der Umgebungsleuchtdichte abhängt. Auch der Wert des Exponenten {\displaystyle x} ist dabei eine Funktion der Umgebungshelligkeit, jedoch näherungsweise in drei Helligkeitsbereichen wie folgt anzuwenden: {\displaystyle x=0} (bei Tageslicht), {\displaystyle x=1/4} (in der Dämmerung), und {\displaystyle x=1/2} (unter Restlicht in der Nacht).
Am Tage ist die Fernrohrleistung somit ausschließlich von der Vergrößerung des Instruments bestimmt, da {\displaystyle L=m}. Unter Vernachlässigung der individuellen Pupillenweite und des Transmissionsgrades berechnet sich die Fernglasleistung in der Dämmerung zu {\displaystyle L\sim {\sqrt {mD}}}, womit sie der bekannten Dämmerungszahl entspricht, die 1929 erstmals von A. Kühl vorgeschlagen, und später auf Initiative von Zeiss als DIN-Norm 58386 etabliert wurde. In fortgeschrittener Dunkelheit ergibt die Fernrohrleistung die Relation {\displaystyle L=D{\sqrt {T}}}, in der der Objektivdurchmesser dominiert, auf die jedoch auch die Transmission des Gerätes einen erheblichen Einfluss ausübt.

## Fernrohrleistung als Kontrastschwellen-Nutzleistung
Ein alternativer Weg zur Fernrohrleistung führt über die Wahrnehmungsgesetze zur Objekterkennung. Max Berek (Ernst Leitz AG) kombinierte die vorhandenen Literaturdaten zu den Sichtungsschwellen von Objekten, bei denen es sich in der Regel um kreisförmige Zielscheiben unterschiedlicher Durchmesser und Grauwerte handelte, zu einem universellen Wahrnehmungsgesetz. Dazu sei angenommen, das kreisförmige Zielobjekt der scheinbaren Ausdehnung {\displaystyle \sigma } (in Bogenminuten) habe eine Oberflächenleuchtdichte von {\displaystyle L_{o}} und sei vor einem (homogenen) Hintergrund der Umgebungsleuchtdichte {\displaystyle L_{h}} platziert, woraus ein  Weber-Kontrast von {\displaystyle K=(L_{o}-L_{h})/L_{h}} resultiert. Sei ferner {\displaystyle L_{a}} die  Adaptionsleuchtdichte des Auges, so ergibt sich die Kontrastschwelle, d. h. der minimale Kontrast, der zur Sichtung des Objekts führt, zu
{\displaystyle {\sqrt {K}}={\frac {1}{\sigma }}{\sqrt {\frac {\phi (L_{a})}{L_{a}}}}+{\sqrt {\frac {b(L_{a})}{L_{a}}}}},
wobei die beiden Funktionen der Adaptionsleuchtdichte, {\displaystyle \phi } (die charakteristische Lichtstromfunktion) und {\displaystyle b} (charakteristische Leuchtdichtefunktion), aus Versuchsreihen extrahiert und tabelliert worden sind. Ihre Bedeutungen erschließen sich in den beiden Grenzfällen: 1. Sehr kleiner Objektdurchmesser {\displaystyle \sigma }, was mit obiger Gleichung zu dem Grenzfall {\displaystyle \phi (L_{a})\approx \sigma ^{2}L_{a}K} führt. Hier handelt es sich um den Riccoschen Satz, der besagt, dass bei vorgegebener Adaptionsleuchtdichte der Lichtstrom {\displaystyle \sigma ^{2}L_{a}K} an der Sichtungsschwelle eine Konstante darstellt – die somit als Funktion {\displaystyle \phi (L_{a})} tabelliert werden kann. 2. Der Grenzfall einer großen scheinbaren Ausdehnung des Objekts führt zu {\displaystyle b(L_{a})\approx L_{a}K}, dem  Weber-Fechnerschen Gesetz, in dessen Gültigkeitsbereich die zur Sichtung erforderliche minimale Oberflächenleuchtdichte eines Objekts unabhängig von dessen Größe ist und als Produkt aus Adaptionsleuchtdichte und Kontrast geschrieben werden kann.
Der entscheidende Schritt, der zur Fernrohrleistung führt, besteht darin, ein universelles Wahrnehmungsgesetz dieser Art nicht nur auf das Bild, das ein Beobachter mit dem unbewaffneten Auge wahrnimmt, anzuwenden, sondern gleichermaßen auf das  virtuelle Bild, das dem Auge durch ein optisches Instrument geboten wird. Berek schlug vor, in diesem Sinne den Quotienten der beiden Kontrastschwellen (mit und ohne Instrument) als Kontrastschwellen-Nutzleistung zu bezeichnen und dies als einen alternativen Zugang zur Definition der Fernrohrleistung aufzufassen. Berek erhält dabei für die Kontrastschwelle bei Beobachtung durch das Instrument:
{\displaystyle {\sqrt {{\frac {T}{\mu }}K}}={\frac {1}{\sigma m^{*}}}{\sqrt {\frac {\phi (\mu L_{a})}{\mu L_{a}}}}+{\sqrt {\frac {b(\mu L_{a})}{\mu L_{a}}}}}.
Hier steht {\displaystyle \mu =T+\nu } für den effektiven Transmissionsgrad des Instruments, der sich aus der Summe von Transmissionsgrad {\displaystyle T} des Nutzlichts und dem  Streu- oder  Falschlichtanteil {\displaystyle \nu } zusammensetzt. {\displaystyle m^{*}=D/d^{*}} ist der Objektivdurchmesser, geteilt durch den größeren der beiden Werte: Durchmesser der Austrittspupille und Pupillenweite des Beobachters. Durch Umformungen dieses Ausdrucks lassen sich je nach Bedarf auch Schwellenhelligkeiten sowie der Schwellendurchmesser oder äquivalent die Schwellenentfernung eines Zielobjekts mit vorgegebenem Kontrast bestimmen. Im letzteren Fall handelt es sich um die maximale Entfernung, die das Ziel aufweisen darf, so dass es gerade noch durch das Instrument erkannt werden kann.
Ein Vorteil dieses Zugangs zur Definition der Fernrohrleistung besteht darin, dass er ebenso auf andere Modelle zur Wahrnehmung angewendet werden kann. So ist etwa das von Matchko und Gerhart entwickelte und aus dem umfangreichen Datensatz von Blackwell und McCready hervorgegangene Wahrnehmungsgesetz in der Lage, weitere Parameter wie die Sichtungsdauer und die scheinbare Bewegung von Zielobjekten in die Bewertung der Sichtungsschwellen zu integrieren.

## Anwendungsbeispiel

Kontrastschwellen-Nutzleistung von Ferngläsern unterschiedlicher Kennzahlen (links: Objektivdurchmesser, rechts: Vergrößerung), als Funktion der Umgebungsleuchtdichte (in logarithmischer Skala).

Die Kontrastschwellen-Nutzleistung ist in der nebenstehenden Abbildung für Ferngläser unterschiedlicher Kennzahlen als Funktion der Umgebungsleuchtdichte dargestellt. Hierzu wurden die folgenden Annahmen gemacht: Die Adaptionsleuchtdichte des Auges ist identisch mit der Umgebungsleuchtdichte, das Auge des Beobachters also an die Umgebungshelligkeit adaptiert. Diese Annahme ist gerechtfertigt, solange das Objekt, im Vergleich zum Hintergrund, nur einen geringen Teil des Bildes ausfüllt. Zur Berechnung der jeweiligen Pupillenweiten wurde die Universalformel von Watson verwendet, wobei das Alter des Beobachters auf 30 Jahre und der  subjektive Sehwinkel des Fernglases auf 60° eingestellt wurden. Das Zielobjekt weist einen scheinbaren Durchmesser von einer Bogenminute auf (was etwa der  Auflösungsgrenze des Auges bei Tageslicht entspricht). Die Ferngläser haben einen Transmissionsgrad von {\displaystyle T=0{,}9}, Falschlicht ist nicht vorhanden. Die charakteristischen Funktionen, {\displaystyle \phi (L_{h})} und {\displaystyle b(L_{h})}, ursprünglich in umständlicher Tabellenform vorgegeben, sind inzwischen als analytische Näherungsformeln verfügbar.
In der Abbildung nimmt die Umgebungsleuchtdichte von links nach rechts zu, wobei die Beleuchtungswerte in drei Bereiche (Nacht, Dämmerung, Tageslicht) eingeteilt sind. Die einzelnen Kurven zeigen links die Objektivdurchmesser der Ferngläser, und rechts die entsprechenden Vergrößerungen. So beschreibt etwa die gelbe Kurve die Kontrastschwellen-Nutzleistung eines 7×42 Fernglases als Funktion der Umgebungshelligkeit. Es ist zu erkennen, dass die so definierte Fernrohrleistung bei Tageslicht eindeutig durch die Vergrößerung des Instruments bestimmt wird, während in der Nacht der Objektivdurchmesser die Leistung des Instruments maßgeblich bestimmt. Dies ist in Übereinstimmung mit der empirischen Näherungsformel zur Fernrohrschärfeleistung von Köhler und Leinhos. Signifikante Abweichungen existieren jedoch in der Dämmerungsphase: So liefert die Dämmerungszahl für ein 7×42 Fernglas einen Leistungswert von 17.1, für ein 10×32 dagegen einen höheren Wert von 17.9. Der Vergleich der Kontrastschwellen-Nutzleistungen beider Geräte (in gelb und magenta) zeigt dagegen einen klaren Leistungsvorteil des 7×42 in der Dämmerung. Ähnlich verhält es sich mit der Paarung 8×50 (blaue Kurve, Dämmerungszahl: 20) und 12×42 (rot-gelbe Kurve, Dämmerungszahl: 22.4). An diesem Beispiel wird deutlich, dass unterschiedliche Zugänge zur Definition der Fernrohrleistung gerade in der Dämmerung, also der Phase des  mesopischen Sehens, zu signifikant unterschiedlichen Ergebnissen führen können.

## Einschränkungen des Gültigkeitsbereichs
Die theoretischen Zugänge zur Fernrohrleistung basieren auf einer Reihe von impliziten Annahmen, die den Versuchsaufbau betreffen: Effekte der Farbwahrnehmung sind vernachlässigt, weil die Versuchsreihen ausschließlich mit Testtafeln unterschiedlicher Grauwerte durchgeführt wurden. Auf die Leistung in fortgeschrittener  (nautischer) Dämmerung oder in der Nacht hat diese Beschränkung auf Helligkeitskontraste keinen Einfluss, jedoch sind signifikante Farbeffekte beim Tagessehen und in der bürgerlichen Dämmerung zu erwarten (etwa: Purkinje-Effekt). Ferner wurde der Einfluss der Handunruhe auf die Fernrohrleistung, der mit der Vergrößerung skaliert, vernachlässigt. Somit gelten obige Beziehungen nur für fest montierte Optiken und müssen bei beweglichen Zielobjekten (Flugabwehr) entsprechende Korrekturen erfahren. In der Praxis der Zielerfassung ist zudem weder die genaue Richtung noch die Entfernung des Objekts bekannt – ein weites Sehfeld sowie eine hohe Schärfentiefe wirken sich dabei positiv auf die Erfolgsquote aus, wobei erneut niedrigere Vergrößerungen im Vorteil sind. Die Zielobjekte sollten zudem hinreichend nah sein, so dass Effekte der Luftunruhe (Seeing) oder der atmosphärischen  Extinktion vernachlässigt werden können. Andernfalls müssen Erweiterungen des Modells auch die Einflüsse des Bildflimmerns als Funktion der Vergrößerung, sowie dessen Kontrast als Funktion der Entfernung (Lambert-Beersches Gesetz) integrieren.

## Kritik an den Definitionen der Fernrohrleistung
Da die beiden Definitionen der Fernrohrleistung als Sehschärfe-Nutzleistung bzw. Kontrastschwellen-Nutzleistung vor allem in der Dämmerungsphase qualitativ unterschiedliche Resultate liefern, hat die Einführung der Dämmerungszahl (zunächst 1929 durch Kühl, dann über die Universalformel von Köhler und Leinhos) zu kontroversen Diskussionen geführt. Insbesondere die Gleichstellung beider Parameter, Objektivdurchmesser und Vergrößerung, schien zunächst der Erfahrung zu widersprechen, dass bei Beobachtung in der Dämmerungsphase eine große Austrittspupille zu bevorzugen ist. König und Köhler schreiben dazu: Auf dieses Ergebnis [… dass die Vergrößerung eine dem Objektivdurchmesser gleichberechtigte Stellung einnimmt …] sei noch einmal besonders hingewiesen; denn es steht im Widerspruch zu einer jahrzehntelang verbreiteten Meinung, die auch von den Feldstecher-Herstellern unterstützt wurde und die besagte, daß es im Dämmerungssehen lediglich darauf ankäme, einen Feldstecher mit einem möglichst großen Durchmesser der Austrittspupille bzw. mit einem möglichst großen Wert des Pupillenquadrates zu verwenden. Darauf erwidert Berek: Die oft in letzter Zeit aufgeworfene Frage, inwieweit eine kleinere Austrittspupille des Fernrohrs durch eine stärkere Vergrößerung ausgeglichen werden kann, ist müßig; … wohlgemerkt für die Sichtung, nicht für die Sehschärfe. Köhler und Leinhos verschärfen noch einmal in ihrer vergleichenden Analyse beider Modelle: Die Theorie von Berek unterscheidet sich von der Kühl's [die zu der Dämmerungszahl führt] grundsätzlich dadurch, dass Berek nur für das freie Sehen auf experimentelle Befunde zurückgreift, den Übergang zum Fernrohrsehen aber rein theoretisch vornimmt und somit alle physiologischen Einflüsse unbeachtet lässt. Sie kommen bei der Bewertung der Dämmerungsleistung eines Fernglases zu dem Schluss: Es besteht … nicht die geringste Übereinstimmung mit der Theorie von Berek.
Auf der anderen Seite wurde inzwischen nachgewiesen, dass Bereks Modell Vorhersagen liefert, die kompatibel sind mit den unabhängig erhobenen Versuchsreihen von Blackwell und somit keine nennenswerten technischen Fehler aufweisen dürfte. Merlitz weist vielmehr darauf hin, dass die Versuchsanordnungen, die zu den beiden Zugängen zur Fernglasleistung führen, unterschiedliche Mechanismen der visuellen Wahrnehmung ansprechen: Die auf die Sehschärfe bezogene Fernrohrleistung, die zu der Dämmerungszahl führt, erfordert die Identifikation von Landoltringen, eine Detailanalyse, deren Bewältigung dem Beobachter ein foveales Sehen aufzwingt. Unter diesen Bedingungen ist eine Übervergrößerung, d. h. der Gebrauch eines Instruments, dessen Austrittspupillendurchmesser den Durchmesser der Augenpupille unterschreitet, einer Detailerkennung noch förderlich, obwohl der Kontrast darunter leidet. Im Gegensatz dazu basiert der Ansatz Bereks auf der Bestimmung von Wahrnehmungsschwellen – ein Vorgang, an dem auch das  extrafoveale (periphere) Sehen maßgeblich beteiligt ist.
Ein Beispiel mag diesen Unterschied verdeutlichen: Der Ornithologe, der nach Sonnenuntergang noch die  Beringung eines Vogels auszulesen hat, ist bei seiner Arbeit auf ein foveales Detailsehen angewiesen, und deshalb mit der Dämmerungszahl bei Auswahl des geeigneten Instruments gut beraten. Dagegen beobachtet ein Soldat, der während der Dämmerung ein gut getarntes Ziel aufzufassen hat, oder ein Amateurastronom, der nach Sonnenuntergang einen schwach leuchtenden, diffusen  Kometen auffinden möchte, im Bereich der jeweiligen Sichtungsschwellen. Eine Sichtung erfolgt in dieser Phase des mesopischen Sehens z. T. bereits extrafoveal, da die Kontrastschwellen der retinalen  Stäbchen, auch aufgrund der verstärkenden Wirkung konvergenter  rezeptiver Felder, niedriger liegen als die der fovealen  Zapfen. In letzter Konsequenz handelt es sich bei der Fernrohrleistung daher um eine kontextgebundene Größe, zu deren Beurteilung es keinen einzelnen, alleingültigen Zugang geben kann.